# چند میگیری گریه کنی؟
چند می‌گیری گریه کنی، فیلمی کمدی به نویسندگی محسن تنابنده و حسن وارسته و کارگردانی شاهد احمدلو و تولید سال ۱۳۸۴ می‌باشد. این فیلم، دیپلم افتخار هیئت داوران بیست و چهارمین دوره جشنواره بین‌المللی فیلم فجر را به دست آورد. این فیلم آخرین بازی منوچهر نوذری پیش از درگذشتش بود. چند می‌گیری گریه کنی ۲ دنباله این فیلم است که در ۱۳۹۸ تولید شد.

## خلاصه داستان
رضا شایسته پس از سال‌ها زندگی در غربت به ایران می‌آید تا پس از مرگ در خاک وطنش آرام بگیرد. تنها نگرانی شایسته این است که پس از مرگش کسی نیست که برای او مراسم ختم بگیرد و برایش گریه کند…

## بازیگران
| بازیگر            | نقش        |
| ----------------- | ---------- |
| منوچهر نوذری      | رضا شایسته |
| ابوالفضل پورعرب   | ناصر       |
| حمید لولایی       | اشکبوس     |
| شهرام حقیقت‌دوست   | احد        |
| الناز شاکردوست    | ایران      |
| نیکو خردمند       | مادر ایران |
| آناهیتا همتی      | زیور       |
| محیا دهقانی       | افسانه     |
| محبوبه بیات       | خدیج خانم  |
| هومن حاجی‌عبداللهی | مداح       |
| حسین عابدینی      | عکاس       |
| کریم اکبری مبارکه | قبر کن     |
| نورمحمد ذوالفقاری | گریه کن    |